# ディエゴ・フゼール
ディエゴ・フゼール（Diego Fuser、1968年11月11日 - ）は、イタリア出身の元サッカー選手。サッカー指導者。元イタリア代表。

## 経歴
トリノの下部組織を経て、1986年にトップチームへと昇格した。10月1日に、UEFAカップ1回戦ナント戦の第2戦でプロデビュー。1987年4月26日のユヴェントス戦で、後半から出場し、セリエAデビューを果たした。1987-88シーズンに、リーグ戦16試合、コッパ・イタリア10試合で起用されるなど、出場機会を増やしたが、プレースタイルに対しての批判も受けた。1988-89シーズンには、レギュラーを掴み、リーグ戦30試合でプレーした。
1989-90シーズン、ACミランへと移籍、アリゴ・サッキ監督からは、主にロベルト・ドナドーニやアンジェロ・コロンボらの控え選手として起用されたが、インサイドハーフのポジションで起用されることもあった。1989年11月19日のミラノダービーで移籍後初得点を決めた。いくつかのポジションをこなせる柔軟性があったことも幸いし、このシーズンのリーグ戦、20試合に起用された。また、1989トヨタカップでも先発でプレーして優勝を果たした。
1990-91シーズン、フィオレンティーナにレンタルされ、8ゴールを挙げるなどの活躍を見せた。1991-92シーズン、ミランへ複帰、このシーズンのリーグ戦15試合に出場し4ゴール(クレモネーゼ、トリノ、ラツィオ戦などでゴール)。また、29節のミラノダービーでは、クロスでダニエレ・マッサーロ決勝点をアシストするなど、スクデット獲得に貢献した。しかし、より多くの出場機会を求め、移籍を選んだ。
1992-93シーズンにラツィオに移籍、リーグ戦33試合で10ゴールを記録するなど、キャリア最高のシーズンを過ごした。また、このシーズンにはイタリア代表にもデビューした。1994-95シーズン、32試合で5得点を決めるなど。良いパフォーマンスを披露し、チームもリーグ2位に入った。1995-96シーズン、リーグ戦32試合で6得点、チームはリーグ3位となった。ラツィオでのラストシーズンとなった、1997-98シーズン、公式戦53試合で10得点を決めた。また、シーズン後半は多くの試合でキャプテンを務め、コッパ・イタリア決勝でACミランを破り、キャプテンとして優勝を果たした。しかし、ロベルト・マンチーニが加入した影響で、チーム内に不協和音が生じるなどがあり、放出される形となった。
1998-99シーズンにパルマに移籍、同年は、コッパイタリア、UEFAカップの優勝に貢献した。3シーズンをほぼレギュラーとして過ごした。2001-02シーズン、ASローマへ移籍、2シーズンを過ごしたが、かつてプレーした、ラツィオのライバルチームに移籍したことで、ラツィオファンから批判も受けた。2003-04シーズン、当時セリエBに属した、古巣のトリノに複帰した。

## 代表経歴
1993年から2000年の間、イタリア代表に召集され、25試合で3ゴールを挙げた。1993年2月24日、ワールドカップ予選、ポルトガル戦で先発起用され、代表デビューを果たした。しかし、怪我の影響で、1994年ワールドカップアメリカ大会メンバーから外れた。
1996年、ユーロ1996では全3試合に出場した。1997年にフランスで行われた トゥルノワ・ドゥ・フランスに出場し、1998年のフランスワールドカップ予選でも数試合プレーしたが、本大会のメンバーからは落選した。ディノ・ゾフ監督体制では、中心選手の一人であり、ユーロ2000大会の代表候補の26人に選ばれたが、最終的には怪我の影響で落選した。

## プレースタイル
ポジションはMF。主に右サイドハーフやボランチを務めた、スタミナが豊富で、正確なクロスと強烈なミドルシュート、正確なセットプレーを武器に活躍した。

## 個人成績
| シーズン | クラブ                   | リーグ | リーグ | カップ | カップ | 国際大会 | 国際大会 | その他 | その他 | 合計 | 合計 |
| シーズン | クラブ                   | 出場   | 得点   | 出場   | 得点   | 出場     | 得点     | 出場   | 得点   | 出場 | 得点 |
| -------- | ------------------------ | ------ | ------ | ------ | ------ | -------- | -------- | ------ | ------ | ---- | ---- |
| 1986-87  | トリノ                   | 3      | 0      | 1      | 0      | 1        | 0        | -      | -      | 5    | 0    |
| 1987-88  | トリノ                   | 16     | 0      | 10     | 0      | -        | -        | -      | -      | 26   | 0    |
| 1988-89  | トリノ                   | 30     | 4      | 8      | 0      | -        | -        | -      |        | 38   | 4    |
| 1989-90  | ミラン                   | 20     | 2      | 7      | 0      | 2        | 0        | 2+1    | 0+0    | 32   | 2    |
| 1990-91  | フィオレンティーナ       | 32     | 8      | 6      | 1      | -        | -        | -      | -      | 38   | 9    |
| 1991-92  | ミラン                   | 15     | 4      | 7      | 0      | -        | -        | -      | -      | 22   | 4    |
| 1992-93  | ラツィオ                 | 33     | 10     | 5      | 1      | -        | -        | -      | -      | 38   | 11   |
| 1993-94  | ラツィオ                 | 28     | 2      | 1      | 0      | 2        | 0        | -      | -      | 31   | 2    |
| 1994-95  | ラツィオ                 | 32     | 5      | 6      | 1      | 7        | 1        | -      | -      | 45   | 7    |
| 1995-96  | ラツィオ                 | 32     | 6      | 4      | 0      | 3        | 0        | -      | -      | 39   | 6    |
| 1996-97  | ラツィオ                 | 31     | 4      | 3      | 0      | 4        | 2        | -      | -      | 38   | 6    |
| 1997-98  | ラツィオ                 | 32     | 8      | 9      | 1      | 10       | 1        | -      | -      | 51   | 10   |
| 1998-99  | パルマ                   | 32     | 7      | 7      | 0      | 9        | 0        | -      | -      | 48   | 7    |
| 1999-00  | パルマ                   | 28     | 3      | 1      | 0      | 2+3      | 0+0      | 1      | 0      | 35   | 3    |
| 2000-01  | パルマ                   | 26     | 0      | 4      | 0      | 6        | 0        | -      | -      | 36   | 0    |
| 2001-02  | ローマ                   | 12     | 2      | 3      | 0      | 3        | 0        | 1      | 0      | 19   | 2    |
| 2002-03  | ローマ                   | 3      | 0      | 2      | 0      | 2        | 0        | -      | -      | 7    | 0    |
| 2003-04  | トリノ                   | 29     | 2      | 0      | 0      | -        | -        | -      | -      | 29   | 2    |
| 2004-05  | カネッリ                 | 17     | 2      | -      | -      | -        | -        | -      | -      | 17   | 2    |
| 2005-06  | カネッリ                 | 25     | 11     | -      | -      | -        | -        | -      | -      | 25   | 11   |
| 2006-07  | カネッリ                 | 23     | 8      | -      | -      | -        | -        | -      | -      | 23   | 8    |
| 2007-08  | カネッリ                 | 25     | 9      | -      | -      | -        | -        | -      | -      | 25   | 9    |
| 2008-09  | サヴィリアネーゼ         | 23     | 6      | -      | -      | -        | -        | -      | -      | 23   | 6    |
| 2009     | カネッリ                 | 12     | 1      | -      | -      | -        | -        | -      | -      | 12   | 1    |
| 2009-10  | ニチェーゼ               | 10     | 4      | -      | -      | -        | -        | -      | -      | 10   | 4    |
| 2012     | コッリーネ・アルフィエリ | 2      | 0      | -      | -      | -        | -        | -      | -      | 2    | 0    |
| 合計     | 合計                     | 571    | 108    | 85     | 4      | 54       | 4        | 5      | 0      | 715  | 116  |